# Занзібар Оушин Вайв
Футбольний клуб Занзібар Оушин Вайв або просто Оушин Вайв (англ. Zanzibar Ocean View) — професіональний танзанійський та занзібарський футбольний клуб з Угунджі на острові Занзібар.

## Історія
Заснований у місті Угунджа групою гравців, які залишили склад «М'ємбені». Найуспішнішим в історії клубу виявився 2010 рік, в якому «Оушин Вайв» виграли занзібарську Прем'єр-лігу та вийшли до фіналу кубку Мапіндузі. У сезоні 2014/15 років виступав у третьому дивізіоні чемпіонату Занзібару.
Завдяки успішному виступі в національному чемпіонаті команда отримала можливість дебютувати на континентальному рівні, Лізі чемпіонів КАФ 2011, але поступилася вже в попередньому раунді турніру «АС Віта Клуб» з ДР Конго.

## Досягнення
- Прем'єр-ліга Занзібару
  -  Чемпіон (1): 2010

- Кубок Мапіндузі
  -  Фіналіст (1): 2010

## Статистика виступів
| Сезон | Турнір             | Раунд      | Клуб         | Вдома | На виїзді | Загалом |
| ----- | ------------------ | ---------- | ------------ | ----- | --------- | ------- |
| 2011  | Ліга чемпіонів КАФ | Попередній | АС Віта Клуб | 1-1   | 0-3       | 1-4     |